# Distrito de Mačva
El Distrito de Mačva (en serbio: Mačvanski okrug, Мачвански округ) es uno de los 18 ókrug o distritos en que está dividida Serbia Central, la región histórica de Serbia. Tiene una extensión de 3.268 km², y según el censo de 2002, 329.625 habitantes. Su capital administrativa es la ciudad de Šabac.

## Municipios
Los municipios que componen el distrito son los siguientes:
- Bogatić
- Šabac
- Loznica
- Vladimirci
- Koceljeva
- Mali Zvornik
- Krupanj
- Ljubovija